# Cubocephalus atriclunis
Cubocephalus atriclunis är en stekelart som beskrevs av Henry Keith Townes, Jr. och Gupta 1962. Cubocephalus atriclunis ingår i släktet Cubocephalus och familjen brokparasitsteklar. Inga underarter finns listade i Catalogue of Life.